# كازو هاياشي
كازو هاياشي (باليابانية: 林一夫) (و. 1945 – م) هو ممثل، وممثل أداء صوتي ياباني، وممثل طفل، من اليابان، ولد في طوكيو.

## وصلات خارجية
- كازو هاياشي على موقع IMDb (الإنجليزية)
- كازو هاياشي على موقع ديسكوغز (الإنجليزية)
- كازو هاياشي على موقع قاعدة بيانات الفيلم (الإنجليزية)
- كازو هاياشي على موقع ANN person (الإنجليزية)